# Pionier (organizacja)
Pionier – dziecięca organizacja komunistyczna działająca przy Związku Młodzieży Komunistycznej w Polsce/Komunistycznym Związku Młodzieży Polski. Skupiała dzieci w wieku 12–16 lat.

## Działalność i cele
Początkowo Pionier miał oparcie głównie w szkołach powszechnych. Wysuwał żądania bezpłatnych książek, przyborów szkolnych i ubrań. Działalność Pioniera przesunęła się następnie na element pracujący, tak że większość organizacji stanowiły dzieci zatrudnione w przemyśle krawieckim, skórzanym, metalowym, drzewnym itd., przeważnie z przedsiębiorstw drobnych i warsztatów. Pionier interesował się też warunkami pracy dzieci i w związku z tym przystąpił do tworzenia grup dziecięcych przy związkach zawodowych. W 1927 r. grupy takie powstały w Warszawie i Wilnie. Rozpoczęto też ich organizowanie w innych miejscowościach. Utworzono szereg grup dziecięcych przy robotniczych klubach sportowych oraz biblioteki dziecięce. W tym samym roku wydano pierwszy numer legalnej gazetki w Warszawie, natychmiast skonfiskowanej przez władze policyjne.
ZMK opracował szereg haseł stanowiących swojego rodzaju platformę popularyzowaną przez pionierów wśród dzieci: przestrzeganie zakazu pracy dzieci do lat 15 oraz 6-godzinnego dnia pracy dla młodocianych, zniesienie wieloletniej bezpłatnej praktyki, organizacja szkół zawodowych, obrona dzieci przez związki zawodowe, zapomogi dla dzieci bezrobotnych, przeciw restrykcyjnym projektom ustawy o zgromadzeniach, wykonanie ustawy o obowiązku szkolnym, przeciw przymusowi nauki religii w szkole, bezpłatna szkoła świecka w języku ojczystym dziecka, bezpłatne pomoce naukowe i dożywianie dzieci w szkołach. Jednocześnie pionierzy włączali się w ogólne życie polityczne. W związku z 10 rocznicą Rewolucji Październikowej odbyły się w szeregu szkół warszawskich masówki, na których dzieci zabierały głos, oraz akademie – w Warszawie z udziałem 700 dzieci, w Zagłębiu Dąbrowskim z udziałem 200 dzieci. Pod hasłami wysuwanymi przez Pioniera zorganizowano w 1927 r. w Polsce wystąpienia w związku z Międzynarodowym Tygodniem Dziecka.
Kierownictwo ZMK wielokrotnie krytykowało próby przekształcenia Pioniera w „partię małych rewolucjonistów”: „Momenty ideologiczne winny być umiejętnie wplecione w ogólny ton zabaw, wycieczek itp. Nie należy narzucać tego dzieciom […] Dla […] oddziałów [pionierskich] trudno ustalić jakiś szablon […] Ogólna zasada – nie wolno wciągać dzieci do aktywnej pracy organizacyjnej”. Konferencja warszawska Związku Młodzieży Komunistycznej w Polsce w rezolucji o pracy dziecięcej wskazywała, że należy prowadzić pracę pionierską w postaci gier i zabaw na wzór organizacji skautowskich, usuwając jednak wszystkie cechy militarystyczne i nacjonalistyczne. Za przynależność do Pioniera wyrzucano dzieci ze szkół, aresztowano, bito. W 1927 roku w Warszawie aresztowano 10 pionierów, których następnie wyrzucono ze szkoły. Następnego roku w Krakowie jednego tylko dnia zatrzymano ponad 60 pionierów.

## Struktura i liczebność
Kierownikiem politycznym Pioniera był ZMK/KZMP. Struktura organizacyjna kształtowała się następująco: przy KC ZMK na prawach Wydziału Centralnego istniało Centralne Biuro Pionierskie, które utrzymywało także kontakty z Międzynarodowym Biurem Pionierskim przy Komitecie Wykonawczym Komunistycznej Międzynarodówki Młodzieży. Na terenie okręgów działały okręgowe biura przy KO ZMK. Komitety okręgowe ZMK, a w niektórych wypadkach i dzielnicowe, powoływały radę instruktorów (wychowawców) i prowadziły ich szkolenie. Pracą kół pionierskich w okręgu bezpośrednio kierowała Rada Dziecięca (rodzaj samorządu), wybierana na konferencji okręgowej Pioniera. Okręgowa Rada Dziecięca dzieliła się na sekcje: sportową, kółek dramatycznych, MOPR i inne oraz technikę. Koła, początkowo mieszane, zostały później zreorganizowane i utworzono koła prawie wyłącznie fachowe, fabryczne i szkolne. Na przykład. w 1926 r. w Łodzi wśród 9 kółek dziecięcych jedno składało się z dziewczynek-nianiek, jedno z gazeciarzy, jedno z dzieci, które pracowały w fabrykach.
W marcu 1926 r. liczba dzieci zorganizowanych w Pionierze wynosiła 150, w maju 1927 r. – 500, w końcu 1927 r. – ok. 2500, z tego 600 w Warszawie, a 800 w Warszawie Podmiejskiej. W sierpniu 1926 r. odbyła się pierwsza, w grudniu 1927 r. druga konferencja pionierska. Na tej ostatniej, w związku z zarzutami bagatelizowania spraw Pioniera przez ZMK, wystąpiła tendencja do utworzenia związku dziecięcego organizacyjnie niezależnego. Została ona jednak przezwyciężona.
W roku 1928 zlikwidowano podział na koła ścisłe i luźne (co wskazuje, że w Pionierze początkowo były jakby dwa szczeble „wtajemniczenia”). W Warszawie uruchomiono dwie szkoły instruktorskie.

## Prasa i wydawnictwa
Pionier wydawał czasopisma: „Bunt” (1924), „Pionierzy” (1924), „Pionier” (1924, 1925, 1927), „Informator Pionierski” (1928).